# Liste der irakischen Botschafter in Frankreich

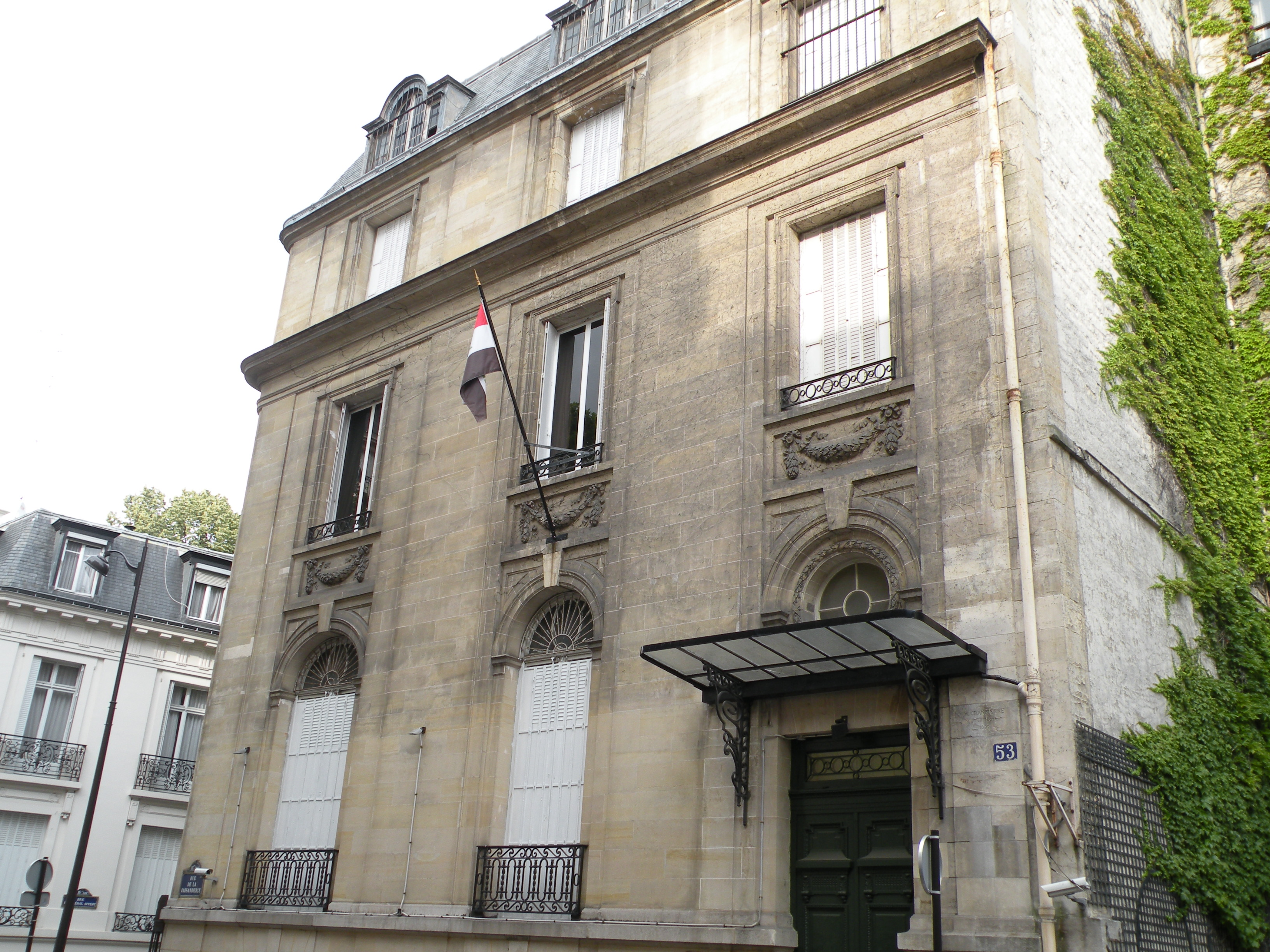
Die Botschaft befindet sich in Paris. 1978 war sie Schauplatz einer Geiselnahme und am 11. August 1982 verletzte eine Autobombe vor ihr sechs Personen.

| Ernannt / Akkreditiert | Botschafter                    | Bemerkungen                                                             | Regierung des Iraks     | akkreditiert während der Regierung von | Posten verlassen |
| ---------------------- | ------------------------------ | ----------------------------------------------------------------------- | ----------------------- | -------------------------------------- | ---------------- |
| 10. Feb. 1937          | Ali Dschawdat al-Aiyubi        | [ 1 ]                                                                   | Jamil al-Midfai         | Albert Lebrun                          |                  |
| 7. Sep. 1939           | Muzahim el Patschatschi        | [ 2 ]                                                                   | Nuri as-Said            | Albert Lebrun                          |                  |
| 5. Juli 1949           | Sayid Ata Amin                 | [ 3 ]                                                                   | Muzahim el Patschatschi | Vincent Auriol                         |                  |
| 9. Juli 1953           | Ibrahim El Khodairy            | Aufwertung der Gesandtschaft zur Botschaft                              | Jamil al-Midfai         | Vincent Auriol                         |                  |
| 27. Sep. 1956          | Najib El-Rawi                  | [ 5 ]                                                                   | Nuri as-Said            | René Coty                              |                  |
| 30. Aug. 1963          | Hikmat Souleyman               | [ 6 ]                                                                   | Ahmad Hasan al-Bakr     | Charles de Gaulle                      |                  |
| 8. Juli 1967           | Nathir Umari                   | [ 7 ]                                                                   | Tahir Yahya             | Charles de Gaulle                      |                  |
| 25. Feb. 1969          | Mohammed Sadiq al Machat       | [ 8 ]                                                                   | Ahmad Hasan al-Bakr     | Alain Poher                            |                  |
| 14. Jan. 1972          | Nema Al Nema                   | [ 9 ]                                                                   | Ahmad Hasan al-Bakr     | Georges Pompidou                       |                  |
| 18. Juni 1974          | Saleh Medhi Amash              | [ 10 ]                                                                  | Ahmad Hasan al-Bakr     | Valéry Giscard d’Estaing               |                  |
| 31. Juli 1978          |                                | Prise d'otages à l'ambassade d'Irak à Paris                             | Ahmad Hasan al-Bakr     | Valéry Giscard d’Estaing               |                  |
| 31. Aug. 1978          | Nouri Ismael El Wayes          | [ 11 ]                                                                  | Ahmad Hasan al-Bakr     | Valéry Giscard d’Estaing               |                  |
| 23. Feb. 1982          | Mohammed Sadiq al Maschat      | [ 12 ]                                                                  | Saddam Hussein          | François Mitterrand                    |                  |
| 2. Okt. 1987           | Abdul Razzak Gassem Al Hachimi | [ 13 ]                                                                  | Saddam Hussein          | François Mitterrand                    |                  |
| 2. Aug. 1990           |                                | Unterbrechung der diplomatischen Beziehungen nach der Besetzung Kuwaits | Saddam Hussein          | François Mitterrand                    |                  |
| 3. Nov. 2004           | Mouafak Mehdi Aboud Hmoud      | [ 14 ]                                                                  | Iyad Allawi             | Jacques Chirac                         |                  |
| 2. Juli 2010           | Fareed Mustafa Kamil Yasseen   | [ 15 ]                                                                  | Dschawad al-Maliki      | Nicolas Sarkozy                        |                  |